# Aulo Persio Flaco
Aulo Persio Flaco, Aulus Persius Flaccus en latín (Volterra, Etruria, 34 d. C. – Roma, 62 d. C.), fue un poeta satírico latino.

## Biografía
De una familia de origen etrusco instalada en Volterra y perteneciente al orden ecuestre, quedó huérfano a muy temprana edad y llegó a Roma a los doce años. Allí completó su formación en gramática y retórica y se familiarizó con la filosofía estoica.
Aunque no participó en la vida política, se movió en los ambientes estoicos que atacaban el gobierno y la moral disoluta de la corte del emperador Nerón. Murió prematuramente en el año 62, cuando solo contaba 28 años, de una enfermedad del estómago, dejando su valiosa biblioteca a Cornuto, quien, tras la muerte de su discípulo, hizo una corrección de sus sátiras y encargó la edición de la obra a Cesio Baso, poeta también y amigo de Persio, a quien está dedicada la segunda de sus Sátiras.
Pasó su corta vida rodeado de madre, hermana, tía y prima con las que convivía. Quizá por su corta edad o por lo peculiar de su vida, encerrado entre mujeres y miembro de la familia que lideraba la oposición total al emperador, por su propio carácter y su falta de contacto con la vida real, representa un ideal estoico muy rígido y severo. Su moral fue dura y simplista, dogmática; su programa, estoico: solo es libre el sabio porque domina sus pasiones.

## Obra
Consta de seis sátiras, unos seiscientos versos en total. En ellas critica los vicios propios de la época de Nerón, pero ni con la indignación de Lucilio ni con la ironía de Horacio, sino bajo la perspectiva severamente moralista de la filosofía estoica de su maestro Cornuto.
La primera ataca el mal gusto literario de la época y la censura, diserta sobre los problemas generales de la poesía y expone las teorías literarias del autor; la segunda el abandono de la primitiva religión romana y la falsa religiosidad imperante; la tercera trata sobre la importancia de la educación y arremete contra los que abandonan el estudio de la doctrina estoica; la cuarta se dirige contra los aprovechados, trepas y entrometidos que se benefician de su apellido, relaciones y riquezas para hacer carrera política. La quinta diserta sobre la auténtica libertad, que solo puede adquirirse mediante el conocimiento de la doctrina estoica; está dedicada a su maestro Cornuto. La sexta trata sobre el recto uso de las riquezas.
Persio no poseía un estilo fácil: escribía con poca continuidad y lentamente (scriptitavit et raro et tarde) y desarrolla exclusivamente los temas particularmente queridos para los estoicos: el verdadero espíritu de la religión, la educación, la libertad y el desprecio de la riqueza. El estilo de Persio es obscuro y difícil puesto que, por más que persiga el lenguaje coloquial, se deja arrastrar por la moda retoricista de época neroniana. Su obra mezcla discursos, monólogos, interrogaciones retóricas y antítesis y se muestra anticlásica, llena de metáforas desconcertantes y de palabras obscuras. Fue muy valorado en la Antigüedad (Tertuliano, Lactancio, San Jerónimo, San Agustín) y durante la Edad Media, como atestigua la rica tradición manuscrita, muy probablemente por el contenido moralizante de su obra; además, el barroco Francisco de Quevedo se reveló como un entusiasta seguidor e imitador de su obra.